# 초콜릿의 역사
이 문서는 초콜릿의 역사에 대해 다룬다. 초콜릿의 역사는 5,000년 이상으로 거슬러 올라간다. 카카오 나무는 아메리카 대륙의 열대 지방이 원산지이다. 코코아 콩은 적어도 5,300년 전에 현재의 에콰도르 남동부(자모라-친치페 주)에서 마요-친치페 문화에 의해 처음으로 재배되었으며, 이후 메소아메리카에 도입되었다. 원래 음료로 준비된 초콜릿은 향신료나 옥수수 퓌레와 섞인 쓴 액체로 제공되었다. 메소아메리카에서는 최음제이며 술을 마시는 사람에게 힘을 준다고 믿었다. 오늘날 이러한 음료는 "칠레이트(Chilate)"라고도 알려져 있으며 멕시코 남부와 중앙 아메리카 북삼각 지역(엘살바도르, 과테말라, 온두라스) 지역 주민들이 제조한다. 16세기에 설탕이 유럽에 상륙한 후 설탕이 첨가되면서 사회 전반에 걸쳐 대중화되었으며, 처음에는 지배계급에서, 그 다음에는 일반 대중들 사이에서 인기를 얻었다. 20세기에 초콜릿은 전쟁 중 미군의 식량에 필수적인 것으로 여겨졌다.
"초콜릿"이라는 단어는 쓴(xoco) 물(atl)을 의미하는 고전 나후아틀 단어 xocolātl에서 유래되었으며 스페인어 chocolate을 통해 영어로 들어왔다.

## 역사
15세기 말에 크리스토퍼 콜럼버스가 카카오빈이 있는 농산물을 가지고 돌아가고 16세기 중반에 아즈텍을 정복한 스페인의 콩키스타도르인 에르난 코르테스가 카카오의 활용법을 깨달았다.
1679년 초콜릿파우더가 선보이고 1828년 네덜란드의 판 후텐은 카카오 매스를 압착해서 코코아 버터를 만들었고 각국으로 전파되었다.